# Conselho Nacional de Pesquisa do Canadá
O Conselho Nacional de Pesquisa (em inglês:  Canada National Research Council- NRC, em francês:  Conseil national de recherches Canada- CNRC) é a principal organização nacional de pesquisa e tecnologia (OPT) do Governo do Canadá,  em pesquisa e desenvolvimento em ciência e tecnologia.  O Ministro da Inovação, Ciência e Desenvolvimento Econômico é responsável pelo Conselho Nacional de Pesquisa. A transformação do NRC em uma OPT que foca na "pesquisa liderada por empresas" fazia parte do Plano de Ação Econômica do governo federal.  Em 7 de maio de 2013, o NRC lançou sua nova "abordagem de negócios", oferecendo quatro linhas de negócios: pesquisa e desenvolvimento estratégicos, serviços técnicos, gerenciamento de infra-estrutura científica e tecnológica e o Programa de Assistência à Pesquisa Industrial (IRAP). Com esses serviços, a NRC pretendia encurtar a distância entre a pesquisa em estágio inicial e o desenvolvimento e a comercialização.  Em determinado momento, o NRC tinha mais de 30 programas aprovados. 

## Emprego
Perto de 4.000 pessoas em todo o Canadá são empregadas pelo NRC. Além disso, o NRC também emprega trabalhadores convidados de universidades, empresas e organizações do setor público e privado. 

## Prêmios Nobel
Vários ganhadores do Prêmio Nobel foram associados ao NRC em vários pontos de suas carreiras 
- Dudley R. Herschbach - Estudante visitante [4]
- John Polanyi - Pós-Doutorado, Prêmio Nobel de Química
- Rudolph A. Marcus - Pós-Doutorado, Prêmio Nobel de Química
- Harry Kroto - Pós-Doutorado, Prêmio Nobel de Química
- Bertram Brockhouse
- John Pople
- John Cockcroft
- Gerhard Herzberg - Diretor da Divisão de Física Pura, Prêmio Nobel de Química
- Donna Strickland - pesquisador associado, Prêmio Nobel de Física

## História

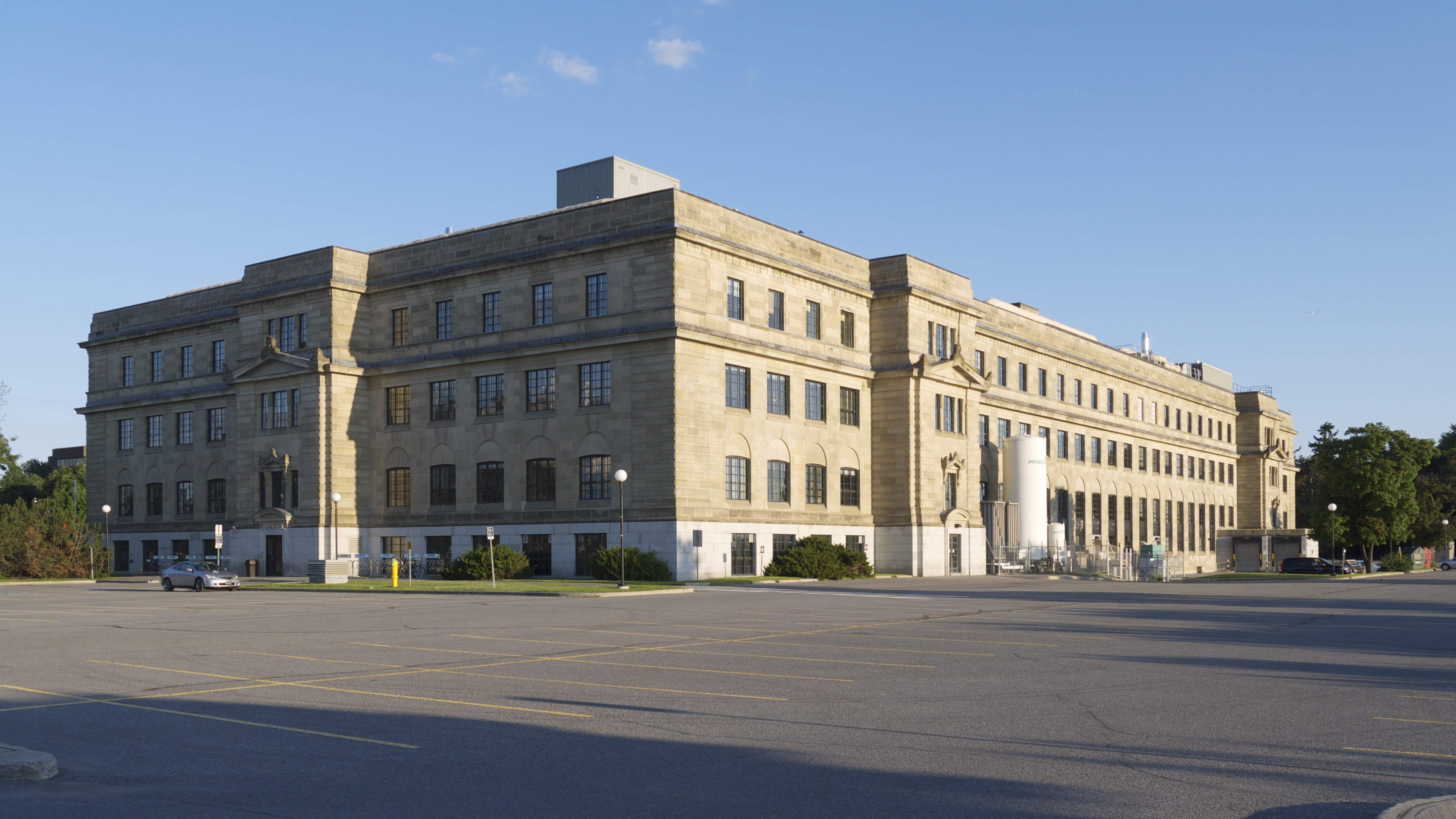
Laboratórios NRC na Sussex Drive em Ottawa

O NRC foi estabelecido em 1916 sob a pressão da Primeira Guerra Mundial para assessorar o governo em assuntos de ciência e pesquisa industrial. Em 1932, foram construídos laboratórios na Sussex Drive, em Ottawa. 
Em função da Segunda Guerra Mundial, o NRC cresceu rapidamente e, para todos os efeitos práticos, tornou-se uma organização de ciência militar e pesquisa de armas. Realizou vários projetos importantes, que incluíram a participação dos Estados Unidos e do Reino Unido no desenvolvimento de agentes de guerra química e bacteriológica, o RDX explosivo, as técnicas de detecção de fusíveis de proximidade, radar e submarinos. Um ramo especial conhecido como Unidade de Exame estava envolvido com a criptologia e a interceptação de comunicações de rádio inimigas. De acordo com o site canadense do Serviço de Inteligência de Segurança, a sede do NRC em Ottawa "era um dos principais alvos de espionagem" durante a Guerra Fria.  O NRC também estava envolvido em pesquisa de fissão atômica no Laboratório de Montreal, e depois nos Laboratórios Chalk River, em Ontário. 
Após a Segunda Guerra Mundial, o NRC voltou ao seu papel civil anterior à guerra e várias atividades militares foram transferidas para organizações recém-formadas. A pesquisa militar continuou sob uma nova organização, o Defense Research Board, enquanto invenções com potencial comercial foram transferidas para a recém-formada Canadian Patents and Development Limited. A pesquisa atômica foi para a recém-criada Atomic Energy of Canada Limited. A coleta de inteligência de sinais estrangeiros permaneceu oficialmente com a agência quando, por Ordem no Conselho, a Unidade de Exame se tornou o ramo de comunicações do NRC em 1946. O CBNRC foi transferido para o Departamento de Defesa Nacional em 1975 e renomeado para o Estabelecimento de Segurança das Comunicações. Durante a década de 1950, as atividades de financiamento da pesquisa médica do NRC foram entregues ao recém-formado Conselho de Pesquisa Médica do Canadá . 
Finalmente, em 1º de maio de 1978, com o rápido crescimento pós-guerra das universidades canadenses, o papel do NRC no financiamento de pesquisas universitárias em ciências naturais foi passado para o Conselho de Pesquisa em Ciências Naturais e Engenharia do Canadá . 
Em 2000, havia cerca de 1000 pesquisadores do NRC com doutorado realizando pesquisas em muitas áreas. 

## Agências com relações especiais com o NRC
Agências especializadas e serviços que se ramificaram fora do NRC incluem: 
- Agência Espacial Canadense
- Pesquisa de Defesa e Desenvolvimento no Canadá
- Energia atômica do Canadá Limited
- Institutos Canadenses de Pesquisa em Saúde
- Estabelecimento de Segurança de Comunicações
- Conselho de Pesquisa em Ciências Naturais e Engenharia

## Divisões e porfolios

### Tecnologias emergentes
- Tecnologias da informação e das comunicações [7]
- Ciência e Padrões de Medição [8]
- NRC Herzberg Astronomia e Astrofísica [9]
- Segurança e tecnologias disruptivas [10]

### Ciências da Vida
- Desenvolvimento de Recursos Aquáticos e de Culturas
- Terapêutica de Saúde Humana
- Dispositivos médicos

### Engenharia
- Aeroespacial
- Transporte Automotivo e de Superfície
- Construção
- Energia, Mineração e Meio Ambiente
- Engenharia Marítima, Costeira e Fluvial